# Роша, Рубенилсон дос Сантос да
Кану (полное имя — Рубенилсон дос Сантос да Роша, порт.-браз. Rubenilson Dos Santos da Rocha; род. 23 сентября 1987, Салвадор) — бразильский футболист, полузащитник.

## Биография
Европейская карьера Кану началась в бельгийском "Андерлехте". Дебютировал 19 декабря 2009 года в матче против "Генка", выйдя на замену на 70 минуте вместо Дмитрия Булыкина. 1 февраля ушёл в аренду в бельгийский «Серкль Брюгге» до конца сезона.
После аренды Кану стал чаще играть в составе. В сезоне 2009/10 Кану отыграл в 30 матчах и забил один гол. В следующим сезоне отыграл 36 матчей, забил 5 мячей во всех турнирах. В сезоне 2011/12 из-за повреждений отыграл 21 матчей, забил 5 мячей. В своём последнем сезоне за «Андерлехт» сыграл 28 матчей где забил 5 мячей.
18 февраля 2013 года появилась информация о том, что бразилец достиг договорённости с грозненским «Тереком». 24 февраля президент «Терека» Магомед Даудов подтвердил переход Кану.
10 марта 2013 года Кану дебютировал за «Терек» в матче против московского «Спартака» (1:3).
В июле 2016 года Кану покинул «Терек» и ушёл в таиландский «Бурирам Юнайтед» на правах свободного агента. Правда он получил тяжелую травму и не сыграв ни одного матча 7 февраля 2017 клуб расторг с ним контракт.
1 июля 2017 года после восстановление от травмы Кану подписал контракт с кипрской «Омонией». Кану сыграл 22 матча и не забил не одного гола.
«Омония» не стал продлевать контракт с 31 летним бразильским полузащитником. 13 июля 2018 года Кану подписал контракт с середняком бельгийской лиги «Кортрейк». За половину сезона 2018/19 Кану отыграл 18 матчей и забил лишь 1 гол.
17 января 2019 года Кану перешел «Аль-Раэд» из Саудовской Аравии, 1 сентября этого же года покинул клуб.

## Достижение
«Андерлехт»
- Чемпион Бельгии (2): 2009/10, 2011/12
- Обладатель Суперкубка Бельгии (1): 2010